# Мадоната на Божествената любов
Мадоната на Божествената любов (на италиански: Madonna del Divino amore) е картина на италианския художник Рафаело Санцио и помощници от 1516 – 1518 г. Картината (140 х 109 см) е изложена в Зала 9 на Национален музей „Каподимонте“ в Неапол (Италия). Използваната техника е маслени бои върху дърво.

## История
Картината се идентифицира с тази, спомената от Вазари като собственост на Леонело Пио да Карпи, господар на Мелдола и бъдещ кардинал.
През 1564 г. картината става собственост на Алесандро Фарнезе Млади, а през 1624 г. влиза в Колекция „Фарнезе“ в Парма. Пристига в Неапол като част от наследената от Карлос III колекция, за да бъде по-късно преместена в Мадрид от фамилията Бурбони и върната след това в Неапол.
Датирането, основаващо се на стилистични особености, е направено чрез сравняване на множество подобни картини от онези години, изобразяващи светите семейства, със светите Елисавета и Младенецът Йоан Кръстител, като Малкото свето семейство, Перлата и др., дело на Рафаело Санцио. 
Името, с което картината е известна днес, датира едва от 1824 г. и произлиза от заглавието на литографията на Фридрих Реберг, публикувана в неговата Rafael Sanzio aus Urbino (Мюнхен, Fleischmann, 1824 г., стр. 64 и табло 31). Възприетото от Лонгена в италианския превод на монографията на Quatremère de Quincy, заглавието „Мадоната на Божествената любов“ се е утвърдило в публикациите, въпреки че иконографският модел на картината несъмнено е този на групата „Светото семейство със Света Елисавета и Младенеца Свети Йоан", и в никакъв случай този на Йерусалимската (Мадоната на трона с Младенеца на дясната си ръка, два ангела от двете страни, отгоре гълъбът на Светия Дух, от който излизат седемте лъча на даровете на духа).
След проучвания и рентгенов анализ на работата, извършени през 2015 г., се доказва със сигурност, че картината е нарисувана от Рафаело.

## Описание
На преден план са изобразени Дева Мария, държаща в скута си Младенеца, който си играе с малкия Йоан Кръстител, и Св. Елисавета зад тях. На мястото на традиционния пирамидален състав групата е изобразена в иновативната диагонална подредба, основана на изпънатия десен крак на Дева Мария, което напомня на картината Мадоната от Белведере (Музей на историята на изкуството, Виена) и което вероятно е вдъхновено от Света Анна с Мадоната и Младенеца с агънце (Лувър, Париж) на Леонардо да Винчи. Христос изглежда привлечен от кръста на Йоан Кръстител, потвърждавайки това, че приема съдбата на Страстта.
Както в Мадоната от Белведере, и тук тръстиковият кръст действа като посредник между двете деца, който от игрови елемент във виенското платно приема по-изразена богословска стойност, белязана от жеста на благословия на Христос, насочен към коленичилия Йоан Кръстител. В този контекст учените разглеждат и жеста на Св. Елисавета (или според някои Света Анна), която с изключителна деликатност и внимание държи дясната ръка на Христос.
Позовавайки се на интерпретацията на подготвителния картон със Света Анна на Леонардо, дадена през 1501 г. от Фра Пиетро да Новелара – генерален викарий на кармелитите, съьествуват учени, които прочитат в жеста на Света Елисавета еквивалентна подкрепа за жертвената мисия на Младенеца, която в този смисъл е допълнение към молитвата-поклонение на Богородица, изобразена в образа на благочестивата майка.
Вляво се отваря лоджия, където фигурата на Свети Йосиф наблюдава отстрани, на фона на пейзаж, на който може би се откроява Крепостта на Мелдола. Двете жени и Младенецът Исус са изобразени седнали извън тази лоджия, която рамкира групата на фона на арка. Арката в далечината показва перспективата на галерия, маркирана също от поредицата от четири колони, осветени на преден план от яркостта на светлината рано сутрин. В краката малкия Св. Йоан и Мадоната може да се види фаянсовата настилка в римски стил, променена от дупки и от напредването на тревата, което вероятно означава неидентифициран разрушен паметник.
На стилистично ниво картината се характеризира с архитектурната рамка, която структурира фона чрез тъмна и доста непрозрачна маса и с маргинализацията на фигурата на Свети Йосиф, която обаче подчертава нейната защитна роля. И двата елемента ще бъдат намерени в Перлата. Също така трябва да се обърне внимание на рисунъка на изпъкналите устни на малкия Св. Йоан, видим в по-късната Мадона на розата на Рафаел (Прадо, Марид, 1518 г.).